# Peter Scholze
Peter Scholze ([ˈpeːtɐ ˈʃɔltsə] ⓘ ; n. 11 decembrie 1987, Dresda, RDG) este un matematician german cunoscut pentru lucrările sale în geometria aritmetică. Este profesor la Universitatea din Bonn din 2012 și codirector la Institutul de Matematică Max Planck din 2018. A fost numit unul dintre cei mai importanți matematicieni din lume. A câștigat Medalia Fields în 2018, considerată cea mai înaltă distincție profesională în matematică.

## Copilărie și educație
Scholze s-a născut la Dresda și a crescut la Berlin. Tatăl său este fizician, mama sa este informatician, iar sora sa a studiat chimia. A urmat Heinrich-Hertz-Gymnasium⁠(de)[traduceți] în Berlin-Friedrichshain, o școală dedicată matematicii și științelor. Ca elev, Scholze a participat la Olimpiada Internațională de Matematică, câștigând trei medalii de aur și o medalie de argint.
A studiat la Universitatea din Bonn și și-a finalizat licența în trei semestre, iar masteratul în încă două semestre. Și-a obținut doctoratul în 2012 sub coordonarea lui Michael Rapoport. 
Scholze a fost student al lui Rapoport, care a fost student al lui Deligne, care a fost student al lui Grothendieck, care a fost student al lui Schwartz; în acest lanț, Scholze, Deligne, Grothendieck și Schwartz sunt cu toții medaliați Fields.

## Carieră
Din iulie 2011 până în 2016, Scholze a fost cercetător la Institutul de Matematică Clay din New Hampshire. În 2012, la scurt timp după finalizarea doctoratului, a fost numit profesor universitar titular la Universitatea din Bonn, devenind la vârsta de 24 de ani cel mai tânăr profesor universitar titular din Germania.
În toamna anului 2014, Scholze a fost numit Chancellor's Professor la Universitatea Berkeley din California, unde a predat un curs de geometrie p-adică.
În 2018, Scholze a fost numit director al Institutului de Matematică Max Planck din Bonn.

## Muncă
Peter Scholze este specialist în geometria algebrică, iar multe dintre lucrările sale se concentrează pe aspecte locale ale geometriei algebrice p-adice. El a prezentat într-o formă mai compactă unele dintre teoriile fundamentale anterioare inițiate de Gerd Faltings, Jean-Marc Fontaine și mai târziu de Kiran Kedlaya. Teza sa de doctorat despre spațiile perfectoide oferă soluția unui caz special al conjecturii monodromie-pondere.
Scholze și Bhargav Bhatt au dezvoltat o teorie a coomologiei prismatice, care a fost descrisă ca un progres către coomologia motivică prin unificarea coomologiei singulare, a coomologiei de Rham, a coomologiei ℓ-adice și a coomologiei cristaline.
Scholze și Dustin Clausen au propus un program pentru matematică condensată.

## Premii
În 2012, i s-au acordat premiile Prix și Cours Peccot. I s-a acordat Premiul SASTRA Ramanujan în 2013. În 2014, a primit Premiul Clay pentru cercetare. În 2015, a fost distins cu Premiul Frank Nelson Cole pentru Algebră și cu Premiul Ostrowski.
A primit Premiul Fermat 2015 de la Institutul de Matematică din Toulouse. În 2016, a fost distins cu Premiul Leibniz 2016 din partea Fundației Germane de Cercetare. A refuzat premiul „Noi orizonturi în matematică” în valoare de 100.000 de dolari din cadrul Breakthrough Prizes 2016. Refuzul său al premiului a atras o oarecare atenție din partea presei.
În 2017 a devenit membru al Academiei Leopoldine.
În 2018, la vârsta de 30 de ani, Scholze, care la acea vreme era profesor de matematică la Universitatea din Bonn, a devenit unul dintre cei mai tineri matematicieni decorați vreodată cu Medalia Fields pentru „transformarea geometriei algebrice aritmetice peste corpuri p-adice prin introducerea spațiilor perfectoide, cu aplicații la reprezentările Galois, și pentru dezvoltarea de noi teorii de coomologie”.
În 2019, Scholze a primit Marea Cruce a Meritului din cadrul Ordinului de Merit al Republicii Federale Germania.
În 2022 a devenit membru străin al Societății Regale și a fost decorat cu Medalia Pius al XI-lea din partea Academiei Pontificale de Științe.

## Viața personală
Scholze este căsătorit cu o matematiciană și are o fiică.